# لاس كروسيس (نيومكسيكو)
لاس كروسيس (بالإنجليزية: Las Cruces)‏ هي إحدى مدن ولاية نيومكسيكو في الولايات المتحدة الأمريكية.
يبلغ عدد سكان مدينة لاس كروسيس 97.618 نسمة عام 2010 وفقا لإحصائيات عام2010، مما يجعلها ثاني أكبر مدينة في الولاية من حيث عدد السكان. تعد لاس كروسيس جغرافيا واقتصاديا مركز وادي ميسيلا الخصيب.مدينة لاس كروسيس تحتضن جامعة ولاية نيو مكسيكو(بالإنجليزية: New Mexico State University -NMSU )‏. في السنوات الأخيرة أصبحت لاس كروسس موطنا لكثير من المتقاعدين من مختلف أنحاء البلاد، وتبعد عنها جبال أورغان الساحرة (بالإنجليزية: Organ Mountains )‏ عشرة أميال(16 كم) إلى الشرق وهي المنظر البارز في المدينة جنبا إلى جنب مع جبال دونا أنا(بالإنجليزية:  Doña Ana Mountains )‏ و كذلك جبال روبليدو(بالإنجليزية: Robledo Mountains )‏و قمة بيكاتشو (بالإنجليزية:  Picacho Peak )‏.
إن أقرب مطار دولي لمدينة لاس كروسيس يقع في مدينة إلباسو(بالإنجليزية: El Paso)‏ المجاورة في تكساس والذي يبعد حوالي 80 كم.

## التركيبة السكانية
حدّد مكتب تعداد الولايات المتحدة بيانات التركيبة السكانية للاس كروسيس في تعداد الولايات المتحدة. في ما يلي، التركيبة السكانية حسب تعدادي 2000 و2010.

### تعداد عام 2000
بلغ عدد سكان لاس كروسيس 74,267 نسمة بحسب تعداد عام 2000، وبلغ عدد الأسر 29,184 أسرة وعدد العائلات 18,130 عائلة مقيمة في المدينة. في حين سجلت الكثافة السكانية 372.2 نسمة لكل كيلومتر مربع (964.0/ميل2). وبلغ عدد الوحدات السكنية 31,682 وحدة بمتوسط كثافة قدره 158.8 لكل كيلومتر مربع (411.3/ميل2).
وتوزع التركيب العرقي للمدينة بنسبة 69.01% من البيض و2.34% من الأمريكيين الأفارقة و1.74% من الأمريكيين الأصليين و1.16% من الأمريكيين ذوي الأصول الآسيوية و0.07% من سكان جزر المحيط الهادئ و21.59% من الأعراق الأخرى و4.10% من عرقين مختلطين أو أكثر و51.73% من الهسبانيون أو اللاتينيون من أي عرق.
بلغ عدد الأسر 29,184 أسرة كانت نسبة 33.8% منها لديها أطفال تحت سن الثامنة عشر تعيش معهم، وبلغت نسبة الأزواج القاطنين مع بعضهم البعض 42.3% من أصل المجموع الكلي للأسر، ونسبة 15.1% من الأسر كان لديها معيلات من الإناث دون وجود شريك، بينما كانت نسبة 4.7% من الأسر لديها معيلون من الذكور دون وجود شريكة وكانت نسبة 37.9% من غير العائلات. تألفت نسبة 27.9% من أصل جميع الأسر من عدة أفراد يعيشون في نفس المنزل ونسبة 8.9% كانت تتألف من شخص يعيش بمفرده يبلغ من العمر 65 عاماً أو أكثر. وبلغ متوسط حجم الأسرة المعيشية 2.46، أما متوسط حجم العائلات فبلغ 3.05.
بلغ العمر الوسطي للسكان 31.2 عاماً. وكانت نسبة 24.9% من القاطنين تحت سن الثامنة عشر، وكانت نسبة 14.6% بين الثامنة عشر والرابعة والعشرين عاماً، ونسبة 26% كانت واقعةً في الفئة العمرية ما بين الخامسة والعشرين والرابعة والأربعين عاماً، ونسبة 18.7% كانت ما بين الخامسة والأربعين والرابعة والستين، ونسبة 12.5% كانت ضمن فئة الخامسة والستين عاماً فما فوق. يوجد لكل 100 أنثى 92.9 ذكر، ويوجد لكل 100 أنثى في الثامنة عشر من عمرها فما فوق 89.2 ذكر.
بلغ متوسط دخل الأسرة في المدينة 30,375 دولارًا، أما متوسط دخل العائلة فبلغ 37,670 دولارًا. وكان متوسط دخل الذكور 30,923 دولارًا مقابل 21,759 دولارًا للإناث. وسجل دخل الفرد الخاص بالمدينة 15,704 دولارًا. وكانت نسبة 17.2% من العائلات ونسبة 23.3% من السكان تحت خط الفقر، وكان من هؤلاء نسبة 31% تحت سن الثامنة عشر ونسبة 9.7% في الخامسة والستين من العمر وما فوق.

### تعداد عام 2010
بلغ عدد سكان لاس كروسيس 97,618 نسمة بحسب تعداد عام 2010، وبلغ عدد الأسر 39,433 أسرة وعدد العائلات 23,929 عائلة مقيمة في المدينة. في حين سجلت الكثافة السكانية 489.3 نسمة لكل كيلومتر مربع (1,267.3/ميل2). وبلغ عدد الوحدات السكنية 42,370 وحدة بمتوسط كثافة قدره 212.4 لكل كيلومتر مربع (550.1/ميل2).
وتوزع التركيب العرقي للمدينة بنسبة 75.31% من البيض و2.44% من الأمريكيين الأفارقة و1.75% من الأمريكيين الأصليين و1.58% من الأمريكيين ذوي الأصول الآسيوية و0.11% من سكان جزر المحيط الهادئ و15.28% من الأعراق الأخرى و3.54% من عرقين مختلطين أو أكثر و56.80% من الهسبانيون أو اللاتينيون من أي عرق.
بلغ عدد الأسر 39,433 أسرة كانت نسبة 31.8% منها لديها أطفال تحت سن الثامنة عشر تعيش معهم، وبلغت نسبة الأزواج القاطنين مع بعضهم البعض 39.2% من أصل المجموع الكلي للأسر، ونسبة 15.7% من الأسر كان لديها معيلات من الإناث دون وجود شريك، بينما كانت نسبة 5.7% من الأسر لديها معيلون من الذكور دون وجود شريكة وكانت نسبة 39.3% من غير العائلات. تألفت نسبة 29.6% من أصل جميع الأسر من عدة أفراد يعيشون في نفس المنزل ونسبة 9.9% كانت تتألف من شخص يعيش بمفرده يبلغ من العمر 65 عاماً أو أكثر. وبلغ متوسط حجم الأسرة المعيشية 2.43، أما متوسط حجم العائلات فبلغ 3.04.
بلغ العمر الوسطي للسكان 32.4 عاماً. وكانت نسبة 24.3% من القاطنين تحت سن الثامنة عشر، وكانت نسبة 13.7% بين الثامنة عشر والرابعة والعشرين عاماً، ونسبة 26.1% كانت واقعةً في الفئة العمرية ما بين الخامسة والعشرين والرابعة والأربعين عاماً، ونسبة 22.2% كانت ما بين الخامسة والأربعين والرابعة والستين، ونسبة 13.6% كانت ضمن فئة الخامسة والستين عاماً فما فوق. وتوزع التركيب الجنسي للسكان بنسبة 48.7% ذكور و51.3% إناث.

## المناخ
يظهر الجدول التالي التغييرات المناخية على مدار السنة للاس كروسيس:
| البيانات المناخية لـلاس كروسيس    | البيانات المناخية لـلاس كروسيس | البيانات المناخية لـلاس كروسيس | البيانات المناخية لـلاس كروسيس | البيانات المناخية لـلاس كروسيس | البيانات المناخية لـلاس كروسيس | البيانات المناخية لـلاس كروسيس | البيانات المناخية لـلاس كروسيس | البيانات المناخية لـلاس كروسيس | البيانات المناخية لـلاس كروسيس | البيانات المناخية لـلاس كروسيس | البيانات المناخية لـلاس كروسيس | البيانات المناخية لـلاس كروسيس | البيانات المناخية لـلاس كروسيس |
| الشهر                             | يناير                          | فبراير                         | مارس                           | أبريل                          | مايو                           | يونيو                          | يوليو                          | أغسطس                          | سبتمبر                         | أكتوبر                         | نوفمبر                         | ديسمبر                         | المعدل السنوي                  |
| --------------------------------- | ------------------------------ | ------------------------------ | ------------------------------ | ------------------------------ | ------------------------------ | ------------------------------ | ------------------------------ | ------------------------------ | ------------------------------ | ------------------------------ | ------------------------------ | ------------------------------ | ------------------------------ |
| الدرجة القصوى °ف (°م)             | 78 (26)                        | 86 (30)                        | 90 (32)                        | 96 (36)                        | 104 (40)                       | 110 (43)                       | 109 (43)                       | 105 (41)                       | 103 (39)                       | 95 (35)                        | 87 (31)                        | 78 (26)                        | 110 (43)                       |
| متوسط درجة الحرارة الكبرى °ف (°م) | 58.6 (14.8)                    | 63.5 (17.5)                    | 70.1 (21.2)                    | 77.8 (25.4)                    | 86.8 (30.4)                    | 94.8 (34.9)                    | 94.9 (34.9)                    | 92.2 (33.4)                    | 87.7 (30.9)                    | 78.6 (25.9)                    | 67.3 (19.6)                    | 57.8 (14.3)                    | 77.5 (25.3)                    |
| متوسط درجة الحرارة الصغرى °ف (°م) | 29.1 (−1.6)                    | 32.7 (0.4)                     | 38.2 (3.4)                     | 44.9 (7.2)                     | 53.7 (12.1)                    | 62.4 (16.9)                    | 68.0 (20.0)                    | 66.8 (19.3)                    | 59.9 (15.5)                    | 47.4 (8.6)                     | 35.7 (2.1)                     | 29.1 (−1.6)                    | 47.3 (8.5)                     |
| أدنى درجة حرارة °ف (°م)           | −10 (−23)                      | −5 (−21)                       | 8 (−13)                        | 20 (−7)                        | 27 (−3)                        | 35 (2)                         | 42 (6)                         | 44 (7)                         | 30 (−1)                        | 20 (−7)                        | −4 (−20)                       | 1 (−17)                        | −10 (−23)                      |
| الهطول إنش (مم)                   | 0.51 (13)                      | 0.41 (10)                      | 0.22 (5.6)                     | 0.29 (7.4)                     | 0.40 (10)                      | 0.66 (17)                      | 1.53 (39)                      | 2.22 (56)                      | 1.33 (34)                      | 0.94 (24)                      | 0.46 (12)                      | 0.77 (20)                      | 9.74 (247)                     |
| متوسط الأيام الممطرة (≥ 0.01 in)  | 3.6                            | 2.8                            | 2.2                            | 1.9                            | 2.4                            | 3.6                            | 8.3                            | 9.4                            | 5.9                            | 4.8                            | 3.1                            | 3.7                            | 51.7                           |
| المصدر: NOAA                      |                                |                                |                                |                                |                                |                                |                                |                                |                                |                                |                                |                                |                                |

## توأمة
للاس كروسيس (نيومكسيكو) اتفاقيات توأمة مع كل من:
- نينبورغ
- سيوداد خواريز

## أعلام
- ايدغار كاستيو
- أل كلانسي
- بات غاريت
- كورا ويذرسبون
- كلايد تومبو
- دودلي وليامز
- أنور العولقي
- ويليام باورز
- ارين فاغنر
- أوستن تروت